# Langues en Loire-Atlantique
En plus du français, plusieurs langues sont ou étaient traditionnellement parlées en Loire-Atlantique.

## Description

### Langues romanes d'oïl
Les langues d'oïl parlées dans le département constituent un continuum linguistique. Si le gallo (langue romane de Haute-Bretagne) embrasse la majeure partie de la zone, les influences poitevines se font plus prégnantes au sud de la Loire, principalement celui du Pays-de-Retz (présence de l'article neutre « o » et du démonstratif « tchola » par exemple). Le parler du nord-ouest présente quant à lui des points communs avec le gallo du Morbihan (dans le lexique et la phonologie : par exemple « caté » — avec —, diphtongaison des sons /u/ en /əɥ/). Dans l’est du département la langue locale partage des similarités avec l'angevin (prononciation du /o/ en /u/, « dou » pour « dos », par exemple). Certains parlers locaux sont très singuliers, comme le gallo de l'île ou presqu'île de Mayun. Le français local a aussi été influencé à des degrés divers par le gallo, que ce soit dans son lexique (la jaille — la déchetterie —, un beguen — un lombric —, des rigadelles — praires communes —, ramasse bourrier — pelle à poussière —, grèc — cafetière —, etc.) ou dans sa structure (temps surcomposés, absence de subjonctif, suremploi de la forme « être à » comme forme progressive, etc.).

### Langue celtique brittonique
La langue bretonne est aussi traditionnellement présente dans le département de Loire-Atlantique. Sa forme locale — appelée parfois « breton nantais » [réf. incomplète] — se rattachant à l'ensemble des dialectes bretons du sud (et apparenté au vannetais) a néanmoins disparu (les tout derniers locuteurs se trouvaient dans les villages paludiers de Roffiat, Beauregard, Kermoisan, Kerdréan, Kerbean, du Guho, Kervalet, Trégaté, voire du Croisic, au XXe siècle[réf. incomplète]). Comme en vannetais l'accentuation tombait généralement sur la dernière syllabe du mot contrairement aux dialectes du nord de la Bretagne, les palatalisations étaient nombreuses, les pluriels en « -où » gardaient l'ancienne diphtongue, l'ancienne diphtongue /we/ est restée /we/ (mais est devenue /wa/ dans le nord de la Bretagne). En revanche on trouve aussi un certain nombre de particularités phonétiques rares ou inconnues en vannetais, comme la prononciation du -v final (bèif « vivant » pour « bev »), les -oñ finaux deviennent parfois -eoñ (itréoñ « dame » pour « itron »), prononciation du suffixe -eg en -ag (spinag « roussette » pour « spineg »), diphtongaison de /e/ en /ej/ (bèif « vivant » pour « bev »), etc. La langue bretonne a aussi influencé le gallo et le français local (dans l'ouest du département), ce substrat breton est particulièrement important autour des noms d’animaux marins: morho (marsoin, du breton «morhoc’h»), morgouille (méduse, de «morgouilh»), rigadeau (coque, du breton «rigadell»), mordoussé (baudroie, du breton "mordouseg"), etc.

## Situation historique
La situation linguistique du pays nantais a beaucoup changé dans le temps. Les données toponymiques et textuelles permettent de mieux connaître les évolutions qui ont eu lieu.
Dans cet extrait du XVIe siècle la situation linguistique bretonne de l'époque est précisée. Le pays nantais est présenté comme étant bilingue « françoys » et « breton » :

« en troys dicelles eueschez comme Dol, Rennes & Sainct Malo, lon ne parle que langaige francois : en trois autres, Cornoaille, sainct Paul & Treguer, lon ne parle que langaige breton, qui est pour tout vray le propre langaige de Troye : & en Nantes, Vennes & sainct Brieuc, lon parle communement françoys & breton. »

### Breton

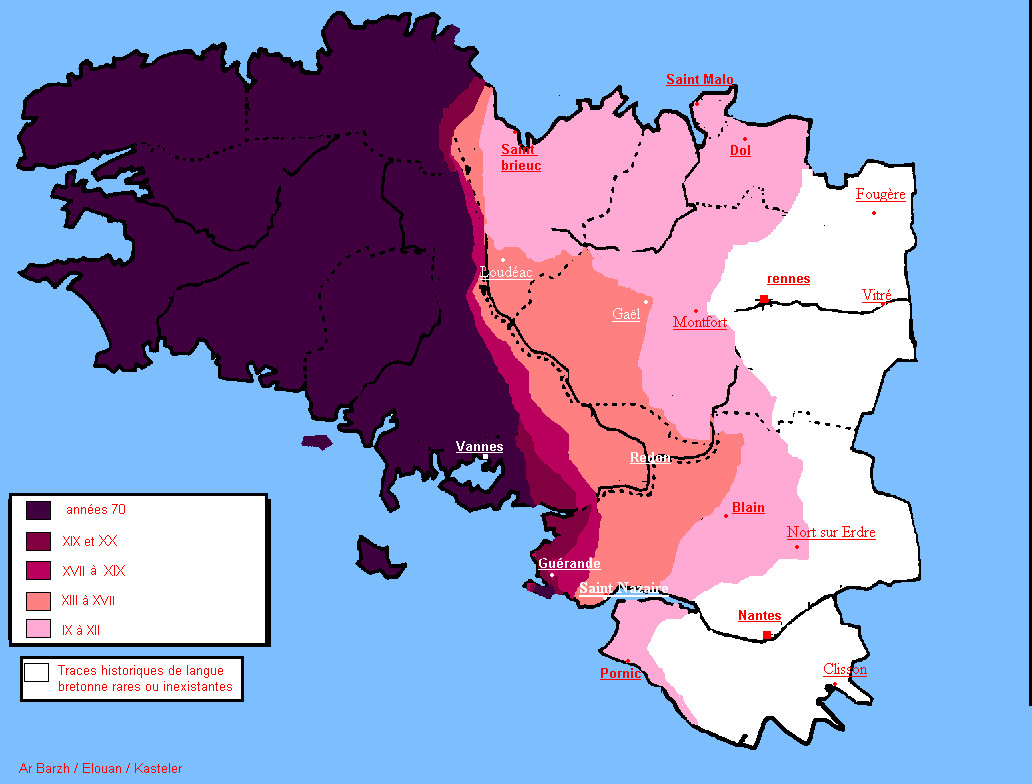
(Recul de la langue bretonne d'après les données toponymiques).

La toponymie du département étudiée par Jean-Yves Le Moing et Bertrand Luçon montre une forte présence de noms de lieux bretons (Guémené-Penfao, Kercabellec, Paimboeuf, Treffieux, Guénouvry, Guenrouët, etc.), principalement dans le nord et l'ouest du département, mais on les trouve plus sporadiquement sur presque tout le pays nantais. La toponymie bretonne est particulièrement dense à l'ouest d'une ligne allant de Lusanger, Nort-sur-Erdre, Vigneux-de-Bretagne, Bouée, puis la bande littorale du pays de Retz. Il s'agit de l'ancienne frontière linguistique datant du haut Moyen Âge. Le cartulaire de Redon est aussi riche en renseignements concernant la pratique de la langue bretonne dans le comté de Nantes à cette époque, dans les communes situées à l'ouest de la ligne citée plus haut, la grande majorité des lieux et noms de personnes mentionnés sont bretons. La langue bretonne reculera ensuite vers l'ouest, la Brière marquera la nouvelle frontière dès la fin du Moyen Âge (pour des raisons géographiques, le marais ayant été un frein à la francisation) et ce durablement. La Bretagne est alors en situation de forte diglossie, aucun acte officiel n'est rédigé en breton pendant la période du duché (le dernier duc bretonnant fut Alain Fergent). La langue bretonne pouvait cependant encore s'entendre hors de ses limites, en 1499, le chevalier allemand Arnold Von Harff met par écrit quelques phrases du breton entendues dans la ville de Nantes. La presqu'île de Guérande devint donc petit à petit le dernier bastion de la langue bretonne dans le pays nantais, ce qui donnait encore une certaine importance quantitative à la langue puisque c'était aussi le territoire le plus peuplé de l'évêché après Nantes. Au XIXe siècle, avec le romantisme, de nombreuses personnes se penchent sur la matière populaire en général et sur les langues en particulier. Dans ce mouvement, certains collecteurs comme Léon Bureau apprennent et se passionnent pour le breton des paludiers : le breton du Bourg-de-Batz. Conjointement, les villes de Saint-Nazaire, Indre et Nantes, ainsi que certaines villes côtières comme La Turballe et Le Croisic, accueillent de la main-d’œuvre venue de Basse-Bretagne. Des quartiers entiers sont touchés, selon Paul Sébillot il y avait 10 000 bretonnants à Nantes en 1886 sur les 127 000 habitants que comptait la ville. Il rapporte aussi que l'on pouvait voir des affiches électorales en bretons placardées à Nantes et à Saint-Nazaire. Durant la seconde partie du XXe siècle, dans les années 1960-1970 la langue bretonne connut une inversion symbolique, une revalorisation aux yeux de la population notamment grâce à la musique (dans le sillage de la musique folk). Des groupes nantais phares comme Tri Yann, dès les années 1970, contribuèrent à faire connaître le répertoire chanté en breton auprès de la population. C'est aussi durant cette décennie que se développent les stages et les cours de langue bretonne dans le département. La première école Diwan, immersive en langue bretonne, du département fut ouverte en 1978 à Nantes.

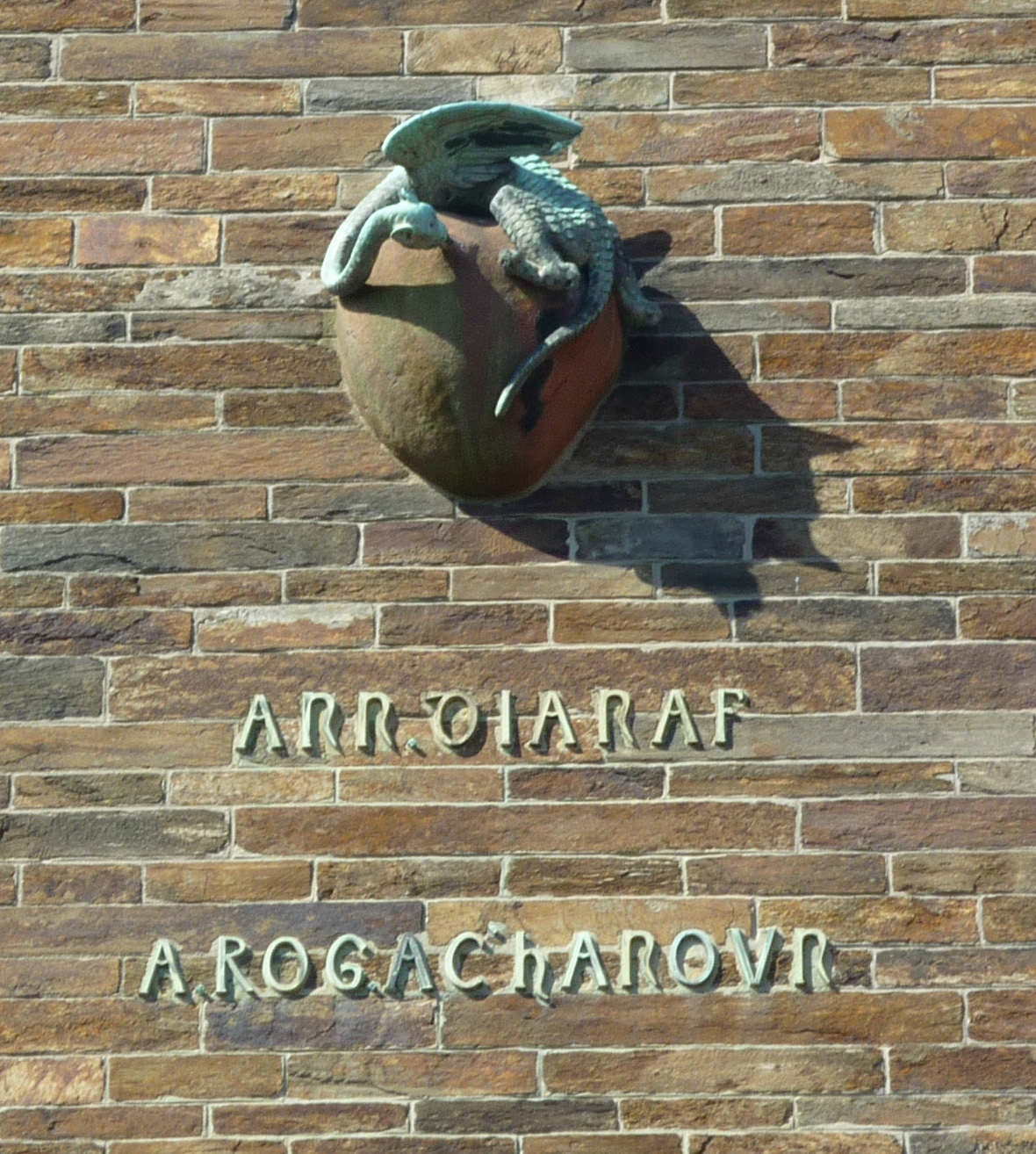
Inscription en breton au musée Dobrée à Nantes. Ann dianaf a rog ac'hanoun (« l'inconnu me dévore »).

#### Anthroponymie
La langue bretonne a aussi marqué durablement l'anthroponymie du pays nantais, que ce soit dans les noms de famille, ou les prénoms. Durant toute la période du haut Moyen Âge, les noms de personne bretons sont très fréquents dans le comté de Nantes et même majoritaires dans la moitié ouest du territoire, comme le montre le cartulaire de Redon. À partir des XIIe et XIIIe siècles s’opère une massification des prénoms chrétiens dans le Duché de Bretagne aux dépens des prénoms bretons traditionnels, le comté de Nantes est particulièrement touché. L'anthroponymie bretonne ne disparaît pourtant pas, elle se fige dans les noms de famille et certains prénoms bretons seront toujours donnés traditionnellement dans plusieurs communes (grâce notamment au culte des saints patrons) jusqu'au XXe siècle : Malo à Saint-Malo-de-Guersac et Drefféac, Guénolé (et ses variantes) à Batz-sur-mer, Goustan au Croisic, Breven à Saint-Brevin, Armel à Fégréac et Guenrouët, Guingal à Pierric, etc.
Les noms de famille bretons forment encore une part importante des noms traditionnels de Loire-Atlantique : Briand, Le Goff, Le Gall, Guingueneau, Guihéneuf, Mainguy, Evain, Le Huédé, Aoustin, Cadoret, Anézo, Hervouët, Guégan, Conan, Rialland, Derrien, etc.

### Gallo
Le gallo est la forme que prit le latin vulgaire dans l'actuelle Haute-Bretagne. Les grands centres urbains qu'étaient les villes de Nantes et Rennes furent des pôles de diffusion de la langue romane dès la fin de l'Antiquité face aux langues celtiques (gaulois puis breton). De là, le roman a profité du recul progressif du breton vers l'ouest jusqu'à être parlé dans la quasi-totalité du département au XXe siècle. La langue des écrivains bretons du Bas Moyen Âge (qu'ils nomment « françoys ») était très marquée par le lexique et les formes de la langue locale. À la même époque la langue bretonne a emprunté de nombreux termes gallos ce qui est aussi la preuve d'un certain prestige de cette langue dans la société médiévale bretonne (du fait qu'elle était considérée comme faisant partie de la communauté linguistique du français). La naissance d'un standard unique, de plus en plus rigide de la langue française à partir du XVIIe siècle, a exclu les usages vus comme régionaux de la littérature et des actes officiels. Il faudra attendre le XIXe siècle et les collecteurs et autres folkloristes pour que le gallo soit remis en avant (collectes de contes, chansons, lexiques, etc.). Au XIXe et jusqu'à la première moitié du XXe siècle le gallo est la langue de l'écrasante majorité des habitants du département. En 1816 est publiée la première édition d'une collecte anonyme Locutions et prononciations vicieuses, usitées à Nantes et dans plusieurs autres villes occidentales de la France comprenant 300 mots. Toujours au XIXe siècle, l'archéologue Louis Bizeul (1785-1861), natif de Blain, fut à l'origine du premier dictionnaire en gallo, le « Dictionnaire patois du canton de Blain », glossaire de plus de 2000 mots publié vers 1830. Parallèlement au breton, des revendications linguistiques apparaissent au début du XXe siècle. Militant gallo originaire du pays de la Mée, Joël de Villers fut le premier à essayer d'établir une orthographe unique du gallo dans les années 1940 sans succès. Malmené dans les écoles et stigmatisé, la transmission du gallo (généralement appelé « patois » par les locuteurs eux-mêmes) a été stoppée nette durant le XXe siècle. Comme le breton, le gallo a joui d'une certaine revitalisation durant les années 1970 et 1980.

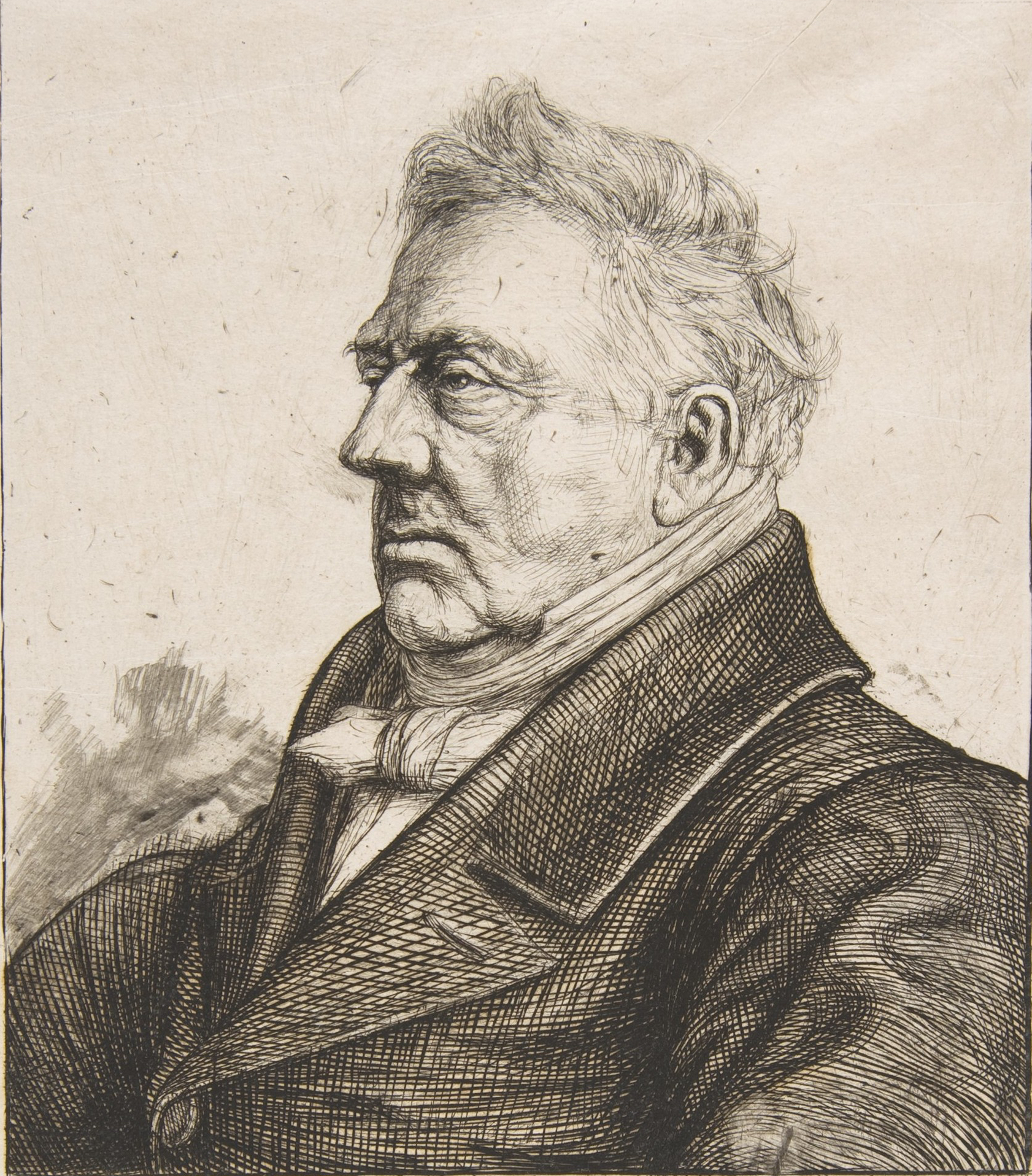
(Louis Bizeul (1785-1861), natif de Blain et premier rédacteur d'un dictionnaire en gallo)

#### Anthroponymie
Beaucoup de noms de famille de Loire-Atlantique connaissent une forme française standard et une forme gallèse (voire une troisième, bretonne, comme par-exemple le nom de famille Guérin, /gerɛ̃/ en français, /ɟerɛ̃:/ en gallo et /gwa:'rin/ en breton) : Gergaud (Jergao), Desbois (Débôaï), Guihéneuf (Djéneu), Renaud (Rnao), etc. Ces formes gallèses des noms familles ont aussi souvent une forme féminine : Gergaud/Gergaude. Ces prononciations gallèses se rencontrent essentiellement à l'oral. Il en va de même pour les prénoms : Bénoni (Benjamin), Ujèn (Eugène), Lili (Félicie), Nann (Anne), Batao (Baptiste), Ménani (Mélanie)...

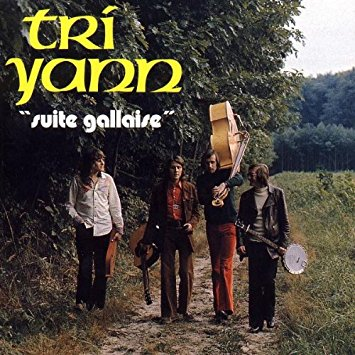
(Pochette de l'album « Suite gallaise » des Tri Yann en 1974).

### Angevin
Les parlers gallo, angevin, et poitevin font partie du même ensemble linguistique d'origine romane qui forme un continuum linguistique. Il n'est pas réellement possible de tracer des limites autres qu'historiques entre eux. Ce continuum des langues d'oïl s'étend d'ailleurs de la frontière avec le breton jusqu'en Belgique, où il se heurte au néerlandais et à ses dialectes flamands. Dans la partie orientale de la Loire-Atlantique, les parlers se rapprochent davantage de l'angevin que de ceux utilisés plus à l'ouest ou au nord.
L'exemple d'« aujourd'hui » illustre bien le chevauchement des parlers. En effet, la plupart des gallésants utilisent le mot anae, mais dans l'extrémité orientale de la Haute-Bretagne, le long de la Mayenne et du Maine-et-Loire, les locuteurs utilisent anui, un terme qui se retrouve dans le mayennais (mainiot) et l'angevin.

### Poitevin
Les parlers traditionnels du sud du Pays de Retz, encore parlés de nos jours mais bien souvent mêlés au français, relèvent du bas-poitevin, variété du poitevin-saintongeais (parlé, dans sa variété poitevine au sud de la Loire-Atlantique, en Vendée et dans le reste du Poitou, et dans sa variété saintongeaise en Saintonge). Ceci vient du fait de la position de transition qu'occupe géographiquement le pays de Retz, entre la Bretagne gallèse et la Vendée poitevine.

## Situation actuelle
Les langues natives de Loire-Atlantique sont classées comme étant « sérieusement en danger » par l'UNESCO.

### Breton

#### Chiffres

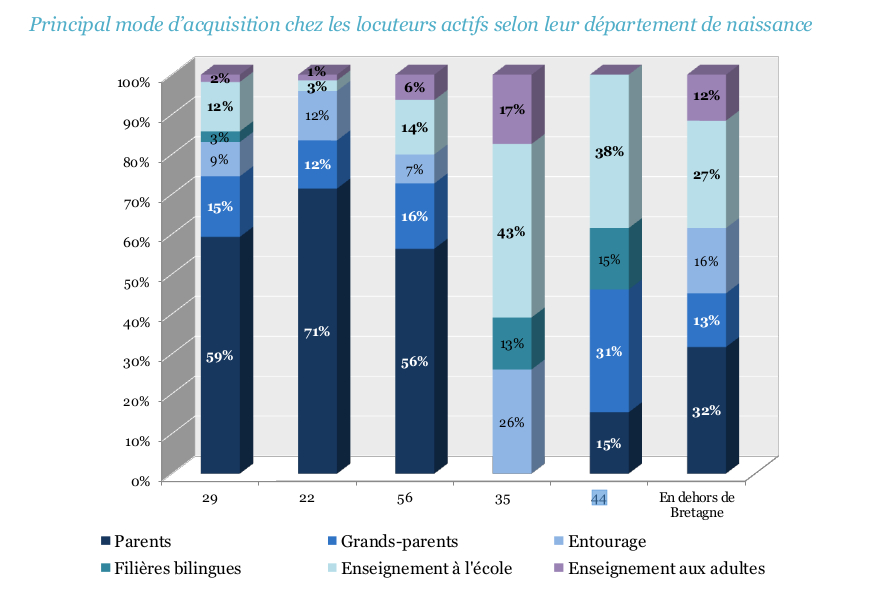
(Principal mode d’acquisition chez les locuteurs actifs selon leur département de naissance, Enquête de Carhaix, 2012).

Les effectifs pondérés que fournit l'enquête Étude de l'histoire familiale, menée par l'Insee en 1999 sont de plus de 6 500 locuteurs du breton de plus de 18 ans pour ce seul département. L'enquête de Carhaix (2012) a révélé des chiffres surprenants concernant les bretonnants de Loire-Atlantique, en effet la transmission familiale est toujours un des modes d'acquisition principaux chez ces derniers : 31 % ont appris auprès de leurs grands-parents et 15 % auprès de leurs parents. En Ille-et-Vilaine, autre département de Haute-Bretagne, les chiffres concernant la transmission familiale sont nuls. Paradoxalement, c'est aujourd'hui Nantes et sa métropole qui forme le territoire où les bretonnants sont les plus nombreux et actifs dans le département (résultat de l'exode rural). Le sentiment d'attachement de la population envers la langue bretonne reste fort : selon l'étude TMO de 2001, le breton est « notre langue régionale » pour 67 % des habitants de la Loire-Atlantique. L'enquête sociologique TMO région Bretagne sur les langues de Bretagne effectuée en 2018 montre qu'entre 0 et 2 % des habitants de Loire-Atlantique parlent breton (selon la zone concernée) et entre 4 et 16 % déclare entendre du breton autour d'eux. Malgré une pratique plus faible, la population semble beaucoup plus attachée au breton qu'au gallo, 68 %  des sondés souhaiterait voir plus d’enseignement du breton dans les écoles et 72 % souhaiterait plus de signalétique bilingue breton-français dans l'espace public.

#### Enseignement
L'enseignement du breton est très diversifié, de la crèche (Youn ha Solena) au collège (Skolaj Diwan) en passant par les cours du soir (Kentelioù an noz est la principale structure dans ce cadre), les stages et les formations intensives pour adultes (Skol an Emsav). En 2016, plus de 700 élèves sont inscrits dans une école immersive (à Nantes, Saint-Herblain, Saint-Nazaire, Savenay et Guérande) ou bilingue en Loire-Atlantique et plus de 300 adultes l'apprennent en cours. En 2004, les cours de breton ont été supprimés de l'Université de Nantes, la langue y était enseignée en option depuis 1995, les raisons n'ont pas été communiquées.

#### Production culturelle
Plusieurs groupes locaux chantant en breton ont connu un certain succès comme les Tri Yann, le groupe de rock E.V fondé en 1981 (chants en breton et finnois), le groupe de rock Tri Bleiz Die fondé dans les années 1990 (chants en breton) ou encore le duo de musique traditionnelle Blain-Leyzour (chants en français et breton). Créée à Nantes dans les années 1970, la revue Keleier an Naoned (nouvelles de Nantes) est l'une des premières revues généralistes uniquement en langue bretonne. La maison d'édition An Amzer fondée à Pornic publie des ouvrages en breton et en gallo comme la traduction bretonne d'Harry Potter (traduite par Mark Kerrain) qui est le roman le plus vendu en breton. Le magazine littéraire en breton Nidiad est basé à Nantes et propose des réflexions, productions littéraires et traductions dans cette langue depuis 2010.  Le centre culturel « Yezhoù ha Sevenadur » regroupant de nombreux acteurs de la langue bretonne à Nantes (écoles (maternelle et collège Diwan), crèche (Youn ha Solena), bibliothèque (KDSK), centres de cours du soir et formations en langue bretonne, expositions, cours de musique, cours de kung-fu en breton, etc.) a été inauguré en 2017 à Saint-Herblain, c'est une initiative unique en Bretagne. La Redadeg, la course pour la langue bretonne, est un évènement populaire qui existe depuis 2008. Elle traverse le département et le reste de la Bretagne à chaque édition. La première Redadeg a démarré à Nantes et la cinquième à Saint-Herblain en 2016.  

#### Vie publique
De nombreuses communes du département affichent leur nom en breton et en français sur les panneaux d'entrée d’agglomération (Nantes, Saint-Nazaire, Pornic, La Turballe, Le Gâvre, Blain, Guémené-Penfao, Guérande, Le-Croisic, Batz-sur-Mer, etc.). Certains musées peuvent être visités en breton (musée du château des Ducs de Bretagne, musée des marais salants), il est aussi possible de se marier à la mairie en breton dans certaines communes comme celle de Nantes. Plusieurs communes ont signé la charte « Ya d'ar brezhoneg » (Guérande, Saint-Herblain, Nantes, Indre, Pornic). En 2017 la ville de Nantes a dévoilé les premières plaques de rues bilingues. Les émissions de télévisions en langue bretonne de France 3 (Red an Amzer) ont été supprimées en 2007 (suppression justifiée par le fait que la Loire-Atlantique ne se trouve pas dans la région Bretagne, mais dans la région des pays de la Loire). Outre la radio bilingue (breton-français) associative Radio Bro Gwened  qui touche uniquement l'ouest de la Loire-Atlantique (secteur de Guérande), Radio Naoned, radio numérique terrestre basée à Saint-Herblain, diffuse des programmes uniquement en breton depuis 2019.

#### Recherches universitaires
Ces dernières années de nombreuses publications ont permis de mieux comprendre le poids historique de la langue bretonne dans le pays nantais. Les recherches s'intéressent à la dialectologie, la toponymie, la lexicographie ainsi qu'aux témoignages textuels. L'historien et conservateur du musée des Marais salants de Batz-sur-mer, Gildas Buron, a publié de nombreux articles dans ce cadre et est reconnu comme étant l'un des meilleurs experts.

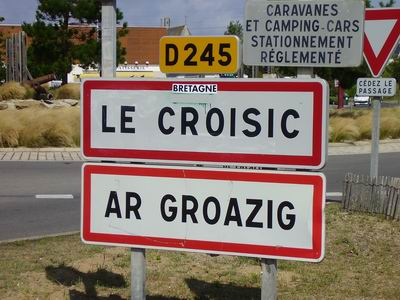
(Panneau bilingue au Croisic).

### Gallo

#### Chiffres
1,5 % des habitants de Loire-Atlantique ont une pratique régulière de la langue gallèse. En réalité le nombre de locuteurs passifs est bien plus important (une grande partie des habitants nés avant les années 1950 ont le gallo comme langue maternelle), mais la « honte de parler patois » bride son utilisation. Le gallo est plus vivant en contexte rural parmi les populations âgées. Selon l'enquête sociologique TMO région Bretagne sur les langues de Bretagne effectuée en 2018, entre 1 et 12% des habitants du département parlent le gallo (selon la zone concernée) et entre 4 et 28% déclare en entendre autour d'eux. Le manque de notoriété du gallo est notable, entre 27 et 48 % de la population ne sait pas ce qu'est le gallo ou le patois, et l'attachement à la diffusion de la langue reste minoritaire : seul 30% souhaiterait plus de gallo dans l'enseignement et dans l'affichage public.

#### Enseignement
Jusqu'à récemment, il n'existait pas d'initiation au gallo dans les écoles contrairement aux autres départements de Haute-Bretagne (Morbihan, Côtes-d'Armor, Ille-et-Vilaine), mais à partir de 2019 une école primaire privée de Sion-les-Mines à elle aussi mis en place une initiation quotidienne. Un cours-ateliers de gallo est proposé dans la commune du Petit-Mars et un atelier de conversation bimensuel est organisé à Nantes.

#### Production culturelle
De nombreuses histoires, comptines ou contes ont été collectés et sont transmis en gallo (Dastum et ses publications). Plusieurs groupes mettent en avant ce patrimoine chanté comme les Tri Yann, Hamon Martin Quintet, Emsaverien, Katé-Mé...Cependant le patrimoine chanté de Haute-Bretagne est généralement en français et l'influence du gallo y est souvent maigre (sauf les chansons de type « à dizaine » et les « menteries » qui sont souvent en gallo). Dans les années 1970, le journaliste Henri Bouyer (1907-1994) crée une bande-dessinée humoristique en parler nantais : « Julien et Valentine » qui deviendra assez populaire. Le secteur de Guémené-Penfao a vu une petite dynamique autour du gallo grâce à la revue trilingue (français, gallo, breton) Pihern publiée depuis 1981, les auteurs y ont développé leur propre orthographe (graphie "Vantyé"). De nombreux lexiques présentent les spécificités et les variantes locales du gallo, que ce soit à Treillières, Quéniquen, Bouvron, La Madelaine de Guérande, le pays de Retz, Guénouvry, Saint-Julien-de-Concelles, Mauves-sur-Loire et Saint-Mars-du-Désert... Un travail de collectage est actuellement (2017) effectué par l'association « Chubri » dans le département dans le but d'enregistrer les prononciations locales des noms de lieux et de personnes, les données sont disponibles gratuitement sur internet.

#### Vie publique
Il n'existe pas d'affichage bilingue en gallo dans le département, ni de programme audiovisuel dans cette langue.

#### Recherches universitaires.
Le laboratoire de linguistique de Nantes (LLING) a organisé trois journées d'études gallèses (2007, 2009, 2017) suivies de publications. Les thématiques abordées concernent la sociolinguistique, la phonologie, la dialectologie ou encore la syntaxe.